# Világok harca (regény)
A Világok harca H. G. Wells 1898-ban megjelent science-fiction regénye, amely egyes szám első személyben mondja el a névtelen főhős (és testvérei) kalandjait Londonban és környékén, a marslakók támadása alatt. Az 1895–97 között írt regény az egyik első történet, amely az emberiség és egy földönkívüli faj konfliktusát írja le.
A Világok harca két részből áll: A marslakók megérkezése és A Föld a marslakók uralma alatt. A narrátor, egy filozófusi hajlamú író, megpróbál visszatérni a feleségéhez, miközben látja, ahogy a földönkívüliek lerombolják Dél-Angliát. Az első könyv (14., 16. és 17. fejezet) tartalmazza a testvére élményeit is, aki elmondja a fővárosban történteket, majd egy hajón menekül el. Többször nem említik meg a könyvben.
A cselekmény kapcsolódik a korra jellemző inváziós irodalomhoz. A regényt többféleképpen értelmezhető: fejtegetés az evolúciós elméletről, a brit imperializmusról, a viktoriánus babonákról, félelmekről és előítéletekről. Megjelenésekor tudományos románcnak tartották, akárcsak az író korábbi műveit. A világok harca egyaránt lett népszerű és nagy hatású alkotás, filmek, rádiójátékok, képregények, televíziós sorozatok készültek belőle. Több tudós munkásságára is hatással volt, köztük Robert Goddardéra.

## Cselekmény

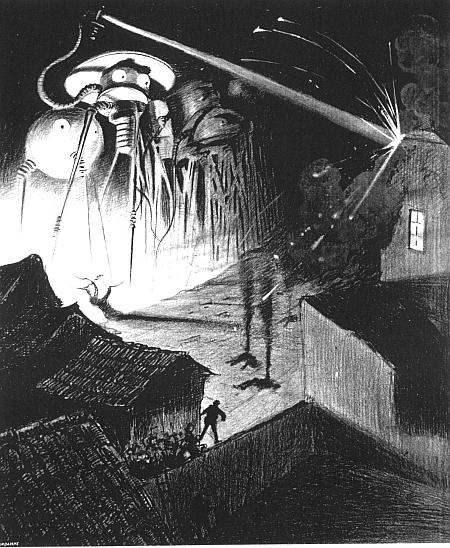
Marsi gépezetek rombolják le Angliát

### A marslakók megérkezése
A cselekmény egy ottershawi csillagvizsgálóban kezdődik, ahol a tudósok robbanásokat figyelnek meg a Mars felszínén. Később egy „meteor” csapódik be Londontól délnyugatra, közel a narrátor wokingi otthonához. Ő egyike azoknak, akik először veszik észre, hogy a becsapódott tárgy egy mesterségesen készített henger. A henger kinyílik, és „nagy”, „szürkés”, „medve nagyságú” marslakók szállnak ki belőle, „két nagy, sötét színű szemmel” és ajak nélküli „V alakú furcsa szájjal”, melyet „tapogatószervek gorgócsoportja” vesz körbe. Rövid időre felállnak, de nehezen birkóznak meg a földi gravitációval, így gyorsan visszahúzódnak a hengerbe. Egy emberi különítmény (köztük Ogilvy asztronómus) megközelíti a hengert egy fehér zászlóval, de a marslakók megölik őket és a közelben állókat egy hősugárral.
A narrátor a közeli Leatherheadbe viszi a feleségét, ahol annak rokonai élnek, majd visszatér Wokingba. Felfedezi, hogy a marslakók háromlábú harci gépeket (tripodokat) szereltek össze, mindegyik fegyverzete hősugárból és egy kémiai fegyverből, a „fekete füstből” áll. Ezek a tripodok megsemmisítik a kráter környékén állomásozó haderőket, és megtámadják a környező településeket, London felé haladva. Menekülés közben a narrátor találkozik egy tüzérrel, aki elmondja, egy újabb henger ért földet Woking és Leatherhead között. Byfleeten keresztül próbálnak menekülni, de a Sheppertonból Weybridge-be közlekedő kompnál elszakadnak egymástól a marslakók egyik támadása során. A hadsereg sikeresen végez az egyik tripoddal, amely a Temzébe zuhan. A főhős a Temzén indul meg London felé.
Egyre több henger ér földet Dél-Anglia-szerte, London lakossága pedig menekülni kezd, köztük a narrátor testvére, aki Essexbe menekül, miután Londont elpusztítják a fekete füsttel. A HMS Thunder Child torpedónaszád sikeresen elpusztít két tripodot, majd elsüllyed. Ennek köszönhetően a narrátor testvére és két utastársa a kontinensre menekül. Nem sokkal később minden szervezett ellenállás megszűnik, a marslakók pedig akadály nélkül közlekedhetnek a környéken. Egy marsi növény, a „vörösfű” kezd el nőni mindenütt, ahol elegendő mennyiségű víz található.

### A Föld a marslakók uralma alatt

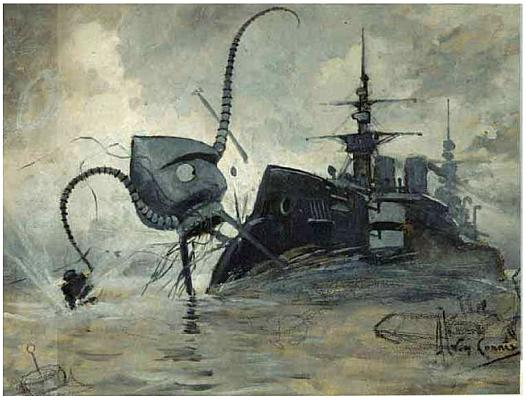
A HMS Thunder Child és egy marsi gépezet párbaja

A második könyv elején a narrátor és egy waltoni tiszteletes egy romos házba menekülnek. A ház majdnem összedől, amikor a közelben egy marsi henger ér földet. A két férfi két hétre a házban reked. A tiszteletes a marslakókban az apokalipszis eljövetelét látja. A narrátor és a tiszteletes kapcsolata megromlik, és a főhős leüti a tiszteletest, nehogy hangos fecsegése leleplezze őket. Az egyik marslakó ennek ellenére meghallja a tiszteletest és csápjaival megragadja, majd kiszívja a vérét – a marslakók vérátömlesztéssel táplálkoznak. A narrátor a szénraktárba bújik el.
A marslakók elmennek, a narrátor pedig London belvárosa felé veszi az irányt. Újra találkozik a tüzérrel, aki megpróbálja meggyőzni, hogy segítsen a civilizáció föld alatti újjáépítésében. Néhány óra alatt a narrátor rájön, hogy a terv őrültség, és magára hagyja a tüzért. Az elhagyott Londonban sétálva teljesen elkeseredik, és felajánlja életét az idegeneknek, amikor észreveszi, hogy a megszállók meghaltak. A halálukat mikrobiális fertőzés okozta, ami ellen nem voltak immunisak, ugyanis „a Marson nincsenek baktériumok”. A narrátor örömmel nyugtázza, hogy minden fenyegetés elhárult. Később idegösszeroppanást kap, majd felépül és hazaindul, ahol találkozik halottnak hitt feleségével. Az utolsó fejezet a megszállás tanulságait vonja le.

## Stílus
A Világok harca a marsi invázió tényszerű leírása. A narrátor középosztálybeli tudományos újságíró, tulajdonságai hasonlóak Wellséhez. Az olvasó keveset tud meg a főhősről és a regény többi szereplőjéről; jellemzésük nem lényeges, valójában a főbb szereplők közül egyiknek sincs neve.

## Tudományos háttér
Wells az 1880-as évek második felében természettudományokat tanult. Egyik tanára Thomas Henry Huxley volt, a darwinizmus egyik elkötelezett támogatója. Wells később tanítani kezdett, első könyve egy biológiai tankönyv volt. 1894-ben csatlakozott a Nature folyóirathoz. Írásaiban a tudomány új fejleményeit és a korabeli felfogásokat az átlagos olvasó számára is érthetővé tette.
A regény tudományos irányultsága már az első fejezetben megjelenik, amikor a narrátor a Marsot vizsgálja egy teleszkópon, Wells pedig leírja, hogyan láthattak minket a felsőbbrendű marslakók: úgy vizsgáltak, mint apró organizmusokat egy mikroszkópon keresztül. Ironikusan végül a Föld mikroorganizmusai győzik le a megszállókat. 1894-ben egy francia asztronómus „különös fényt” látott a Marson, megfigyeléseit pedig az év augusztus 2-án tette közzé a Nature-ben. Wells ezt a megfigyelést használta a regény nyitányának, a különös fények az útnak induló marsi hengereket jelezték. 1895-ben Percival Lowell amerikai asztronómus kiadta a Mars című könyvét, melyben felvetette, hogy a Mars felszínén látható alakzatok csatornák lehetnek. Elképzelései szerint ezek a csatornák egy értelmes életforma által épített öntözőcsatornák voltak, amelyek egy haldokló világon segítették elő az életet. A regényben megtalálhatóak Charles Darwin elméletei a természetes kiválasztódásról.
Wells 1896-ban írt egy esszét is Intelligencia a Marson (Értelem a Marson) címmel, mely a marslakókról alkotott elképzeléseit tartalmazza. Ezek szinte változatlanul szerepelnek a Világok harcában. Az esszében a marslakók természetéről és evolúciójukról elmélkedik. Megjegyzi, hogy mivel a Mars idősebb a Földnél, olyan feltételek alakulhattak ki rajta, amelyek a marslakókat arra kényszerítenék, hogy új bolygó után nézzenek.

## Helyszín

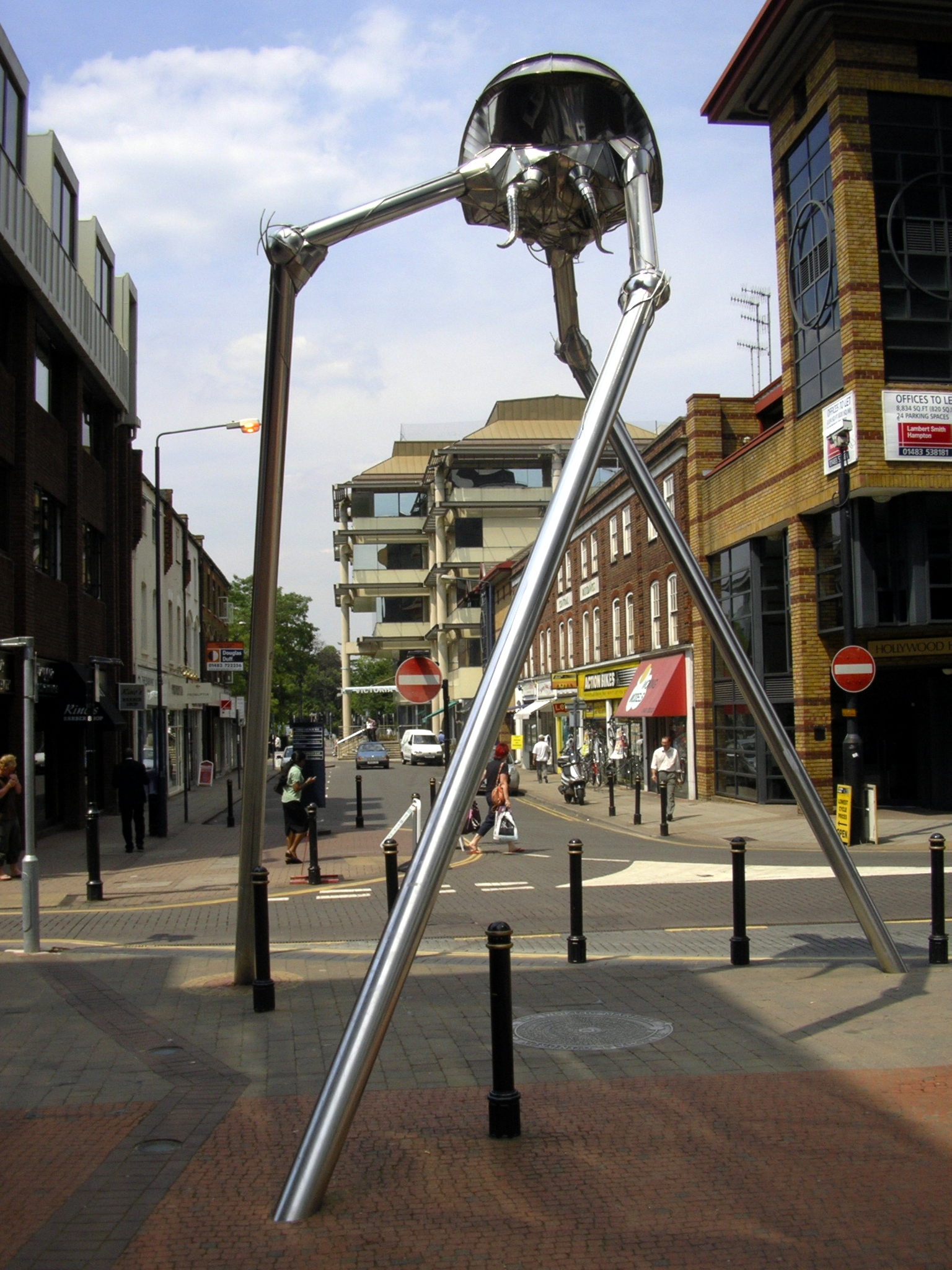
A wokingi „marslakó”.

1895-ben Wells, immár mint elismert író, feleségül vette második feleségét, Catherine Robbinsot, akivel a surreyi Wokingba költöztek. Itt Wells sétával töltötte a reggeleit, délután pedig írt. A Világok harcának ötlete a testvérétől származott, aki az egyik közös sétájuk alkalmával felvetette, milyen lenne, ha földönkívüliek támadnának a Földre.
A Világok harcának nagy része Wokingban és környékén játszódik. A marsi megszállók első leszállóhelye, a Horsell Common akkoriban egy nyitott terület volt, nem messze Wells házától. Az atlanti kiadás előszavában leírta, mennyire élvezett Woking környékén biciklizni, közben pedig elképzelni, hogyan pusztulnának el a házak. A regény írása közben Wells gyakran azzal sokkolta barátait, hogy részleteket árult el a történetről, és hogy hogyan pusztul el Dél-London, amelyet mindannyian jól ismertek. A tüzér, a segédlelkész és az orvostanhallgató karakterét wokingi és surreyi ismerőseiről mintázta.
Napjainkban a Crown Passage-en, közel a wokingi vasútállomáshoz egy tripod 7 méter magas szobra áll, mely a Világok harcában található leírás alapján készült.

## Kulturális háttér
A kései külvárosi viktoriánus kultúra regényben található leírása pontosan adja vissza Wells tapasztalatait. A 19. század második felében a Brit Birodalom volt a bolygó legnagyobb gyarmattartó és hadi hatalma, éppen ezért a birodalom szíve ellen intézett támadás megrendítő és borzasztó kiindulópont lett volna az idegenek inváziója számára. Wells egy elterjedt félelemre is épített, melyet a korok végének neveztek és 1889 utolsó napjának éjféljére jövendölte az apokalipszist.

## Megjelenés
Az 1890-es évek végén nagyon gyakori volt, hogy a regényeket fejezetenként, magazinokban és újságokban jelentették meg, a fejezetek végén cliffhangerrel, hogy az olvasók megvegyék a következő számot is. A Világok harca először 1897-ben jelent meg részekben a Pearson's Magazine-ban. Wells 200 fontot kapott a műért, a Pearsons pedig tudni akarta, mi a regény vége, mielőtt elkezdte volna megjelentetni.
A regény teljes egészében 1898-ban jelent meg először, William Heinemann kiadásában.
Még ez előtt, 1897-ben jelent meg részletekben a regény New Yorkban, jogtalanul. 1898-ban a Boston Post kiadta a regény kalózváltozatát, melyben a marslakók Új-Angliában értek földet. Wells tiltakozott ez ellen a verzió ellen.

## Fogadtatás
A Világok harcát általánosságban jól fogadták mind az olvasók, mind pedig a kritikusok, néhányan azonban kifogásolták az események brutalitását.

## Kapcsolata az inváziós irodalommal
1871 és 1914 között 60 olyan irodalmi mű jelent meg, amely Nagy-Britannia megszállását írta le. Az első ilyen mű George Tomkyns Chesney A dorkingi csata (1871) című regénye volt. A könyv egy meglepetésszerű német támadást ír le, egy dél-angliai partraszállással. A megszállást a brit haderő megosztottsága teszi lehetővé, mivel az erők nagy része a gyarmatokon tartózkodik. A német sereg könnyedén legyőzi az angol milíciát, és London felé tör előre. A történet 1871 májusában jelent meg a Blackwood Magazine-ban, és akkora népszerűségnek örvendett, hogy egy hónappal később új kiadásban jelent meg, melyből 80 ezer példány kelt el.
Az ilyen típusú irodalom megjelenése, melynek nagy része korabeli propagandaírás, a félelem és a bizonytalanság erősödő érzését tükrözi, ami az európai birodalmak között állt fenn, és végül az első világháborúhoz vezetett. Az évtizedek során a megszállók nemzetisége változott, az épp aktuális fenyegetéshez alkalmazkodva. Az 1870-es években a megszállók főként németek voltak, a 19. század végére azonban a franciák kerültek előtérbe mint megszállók.
Több hasonlóság is megfigyelhető A világok harca és A dorkingi csata cselekményében: a könyörtelen ellenség meglepetésszerűen támad, a brit erők képtelenek megállítani az előretörést, a hazai megyéket mindkét műben lerombolják.
Habár az inváziós irodalom legtöbb képviselője nem annyira kifinomult, mint Wells regénye, hozzájárultak a regény népszerűségéhez, felkeltve a hasonló történetekhez szokott olvasók figyelmét. Wells valószínűleg ezekből a könyvekből merített, mivel soha nem látott vagy harcolt háborúban.

## Tudományos helytállóság

### Mars
A legtöbb más bolygókon létező élettel foglalkozó regény a kor tudományos elképzeléseit adja vissza (Pierre-Simon de Laplace bolygókeletkezés-elmélete és Charles Darwin elmélete a természetes kiválasztódásról). Ezek az elméletek azt suggalták, lehetséges, hogy a bolygók hasonlóak egymáshoz, így ugyanazok a feltételek adottak az élet létrejöttéhez.
Mire Wells megírta a Világok harcát, a Marsot már három évszázada vizsgálták teleszkópon keresztül. 1878-ban Giovanni Schiaparelli a Mars felszínén különböző vonalakat vett észre, melyeket olaszul canalinak nevezett el. Ezt tévesen fordították, és a köztudatba mesterséges csatornaként került be, ami miatt értelmes élőlények létezését feltételezték a Marson. Ez a teória hatással volt Percival Lowell amerikai asztronómusra.
Lowell 1895-ben adta ki Mars című könyvét, melyben leírta elméletét a száraz, pusztuló tájról, amely a Mars lakóit mesterséges csatornák építésére kényszerítette. Ez az elmélet a Világok harcának megírásakor a legkorszerűbb elméletnek számított. Az öntözésre szolgáló csatornák elmélete később tévesnek bizonyult, az orosz és amerikai szondák egy élettelen, folyékony vízhez túl hideg világot találtak a Marson.

### Űrutazás
A marslakók hengerekben utaznak a Földre, amelyeket hatalmas ágyúkból lőnek ki. Ez az elképzelés nagyon gyakori volt a 19. században (megjelenik Jules Verne Utazás a Holdba című regényében is). Manapság a tudomány ezt az elképzelést lehetetlennek tartja, mivel egy ilyen ágyú irányítása szinte lehetetlen, és a kilövés ereje valószínűleg végezne a hengerben tartózkodókkal.
Robert H. Goddard 16 évesen olvasta el a regényt, és ezt követően szinte teljes életét a rakétakutatásnak szentelte. Munkássága a holdra szállással csúcsosodott ki.

### Totális háború
A marsi megszállók az emberi életet semmibe véve nyomulnak előre; pusztító fegyvereik közé tartoznak a hősugár, mérgező gázok, a fekete füst és a vörösfű. Ezek a fegyverek szinte teljesen elpusztítják a Brit Birodalom fővárosát és környékét. A megszállók tönkreteszik az infrastruktúrát is, céljuk a lehető legnagyobb kár okozása, a terror és az emberek ellenállásának megtörése. Ezek a stratégiák a 20. század folyamán a hadakozás szerves részévé váltak, elsősorban 1930 után.
Wells elképzeléseit a totális háborúról a regény megjelenésekor nem vették komolyan. A totális háború kora a második világháborúval érkezett el, amikor városok teljes lakosságát kellett evakuálni.

### Fegyverek és páncélzat
A vegyi fegyverek, mint például a fekete füst, már az első világháborúban megjelentek (mustárgáz). A hősugár a lézerfegyverek ötletének elődje. Wells kihangsúlyozza, hogy a marsi harci gépek nélkülöztek mindenféle kereket, mozgásukat a fémlemezek „izomhoz hasonló” összehúzódásai tették lehetővé. Napjainkban folyamatban van a hasonló elven működő elektroaktív polimerek fejlesztése.

### Ökológia
Wells művében a vörösfű formájában megjelenik az ökológiai veszély, mely napjainkban is fennáll. Az Ausztráliába behurcolt fajok (nyúl, fügekaktusz) pusztítást végeztek az ausztráliai tájban. Egy további példa a kudzu mértéktelen terjedése az Egyesült Államokban. Az Egyesült Királyságban és Írországban az ártéri japánkeserűfű vált inváziós fajjá. Ezeket a fajokat azonban a vörösfűvel ellentétben nem szándékos pusztítás céljából honosították meg a világ különböző részein.

## Értelmezések

### Természetes kiválasztódás
H. G. Wells Thomas Henry Huxley diákja volt, aki nagy hatást gyakorolt rá. Huxleyt „Darwin buldogjaként” emlegették, mivel vehemensen állt ki Charles Darwin természetes szelekció-elmélete mellett. A tizenkilencedik század második felében az egyház kritizálta az elméletet, mivel szerintük azt állította, hogy a földi élet létrejöttéhez és fejlődéséhez nem volt szükség egy isteni teremtőre. Darwin elmélete szerint minden faj a túléléséért küzdött az adott környezetben, és csak az a faj maradhat fenn, amelyik a legjobban alkalmazkodik a körülményekhez.
A regényben az emberiség és a marslakók közötti konfliktus ehhez hasonló vetületet kap. Csak a legalkalmasabb élheti túl: a marslakók hosszabb fejlődésen mentek túl, ez lehetővé teszi a felsőbbrendű intelligencia kifejlődését, és az emberekénél pusztítóbb fegyverek megalkotását. A fiatalabb Földön kifejlődött embereknek nem volt idejük rá, hogy ilyen fegyverek készítésére alkalmas intelligenciaszintet érjenek el.

### Emberi evolúció
A regény egyben megfesti az emberiség lehetséges jövőjét, figyelmeztetve rá, hogy nem szabad az intelligenciát a többi emberi érték fölé helyezni. A narrátor leírja, hogy a marslakók egy túlfejlődött aggyal rendelkeztek, ez nehézkessé tette testüket, és elvesztették az érzéseiket is. A narrátor egy 1893-as tanulmányra hivatkozik, mely felvetette, hogy az emberi agy fejlődése gyorsabb lesz a test fejlődésénél, így a többi szerv elcsökevényesedik, az emberekből pedig gondolkodó gépek lesznek, a mozgáshoz pedig más eszközökre lesz szükségük. Ezt a tanulmányt valószínűleg maga Wells írta.

### Gyarmatosítás és imperializmus
A regény megjelenésekor a Brit Birodalom legnagyobb kiterjedésének időszakában volt, több tucat gyarmata volt Afrikában, Ausztráliában, Észak- és Dél-Amerikában, a Közel-Keleten, Dél- és Délkelet-Ázsiában, valamint az atlanti- és csendes-óceáni szigeteken. Egyike volt azoknak az európai birodalmaknak, melyek hatalomvágya a többi nemzet fölött hozzájárult az első világháború kitöréséhez.
Míg az inváziós irodalom műveiben a Brit Birodalom központját idegen országok támadták meg, a Világok harcában a briteknek egy sokkal felsőbbrendűbb erővel kell szembenézniük. A Brit Birodalom terjeszkedésének sikerességéhez nagyban hozzájárult a legfejlettebb technológiák használata; a marslakók, akik a Földet akarják meghódítani, szintén fejlettebb technológiát használnak, mint a britek. A Világok harcában Wells felborította az olvasó Brit Birodalom magabiztos helyzetéről alkotott elképzelését, az imperialista hatalomból egy áldozatot csinált, amely elgondolkodtatja az olvasót az imperializmusról magáról.
Wells a következő bekezdésben fejti ki a témát:
De hogy nagyon is kemény ítéletet ne mondjunk róluk, jusson eszünkbe, mily szörnyű kegyetlenséggel pusztította saját nemünk nemcsak az állatokat, mint a most már ki is pusztult bölényt és a dodómadarat, hanem még saját alsóbbrendű fajtáit is. Tasmánia lakóit, minden emberi hasonlatosságuk mellett, teljesen elsöpörte a föld színéről az az irtóháború, melyet az európai bevándorlók ötven évig folytattak ellenük. Nem vagyunk mi sem az irgalmasság apostolai, és nincs jogunk panaszkodni a marsbeliekre, ha éppen úgy háborúskodnak, mint mi.

### Szociáldarwinizmus
A regény foglalkozik a szociáldarwinizmussal is, amely a regény megszületésekor kiemelkedő ideológia volt. A marslakók élnek az emberek fölötti „jogaikkal”, mint felsőbbrendű faj.
A szociáldarwinizmus egy elmélet, amely a természetes kiválasztódás elméletét terjeszti ki a társadalomra. Az elmélet szerint az egyes etnikai csoportok sikere evolúciós erőknek köszönhető, vagyis az adott csoportok felemelkedésének vagy bukásának biológiai okai vannak. Napjainkra a szociáldarwinizmust megalapozatlannak tartják, csak azért találták ki, hogy igazolják a gazdagok és hatalmasok helyzetét a társadalomban. Ezt az elméletet a nácik is felhasználták, hogy megmagyarázzák tetteiket, később a nők elnyomását, valamint az alárendeltnek tartott egyedek sterilizálását igazolták ezzel az elmélettel.
Wells középosztálybeli családba született, egy olyan társadalomban, ahol az ember származása fontosabb volt az érdemeinél. Édesapja profi sportoló volt, amit akkoriban alsórendűnek tartottak. Édesanyja szólgálóként dolgozott, Wells pedig egy textilesnél inaskodott. Sikerét nehezen érte el. Lévén a tudományban járatos, küzdelmeit Darwin elméletével magyarázta.

### Vallás és tudomány
A jó és rossz a Világok harcában teljesen relatív, a marslakók legyőzésének semmilyen isteni okai nincsenek. A regény egyik kulcsszereplője egy őrült tiszteletes, aki az armageddon egyik szakaszának tartja az inváziót. A halála úgy tűnik, az elavult vallásos hozzáállásának köszönhető, mivel ez a természetes kiválasztódás értelmében „kiselejtezendő” egyeddé teszi a fejlettebb marslakókkal szemben. Ennek ellenére a narrátor kétszer is imádkozik az istenéhez.

## Hatása

### Mars és marslakók
A regény megjelenését követően több műben megjelentek a marslakók. Ezekben a Mars egy ősi világként vagy épp egy végéhez közeli világként jelenik meg, melynek lakói felsőbbrendűek és készek elfoglalni a Földet. Ezen művek közül a legismertebb Edgar Rice Burroughs Mars sorozata, amely A Mars hercegnője kötettel kezdődött (1912).
Freeman Dyson, a földönkívüli élet kutatásának egyik kulcsfigurája elismerte, hogy Wells regényei nagy hatással voltak rá.

### Hatása a science-fiction műfajra
Wells a regényben felvetette a Világok harcának másik kimenetelét. Amikor a narrátor másodszor találkozik a tüzérrel, az elképzeli a jövőt, amiben az emberek a föld alatt élnek és gerillaharcot folytatnak a marslakókkal, majd lemásolják azok technológiáját és visszafoglalják a Földet.
Hat héttel a regény kiadása után a Boston Post újság megjelentetett egy másik inváziós történetet, a Világok harcának jogtalan folytatását. Az Edison's Conquest of Mars-ban Thomas Edison egy ellentámadást vezet a megszállók ellen a Marson. Habár ez a Fighters from Mars (A Világok harcának jogtalan és elferdített változata) folytatása, mindkettő 1898-ban jelent meg a Boston Post lapjain. Lazar Lagin 1962-ben adta ki a Major Well Andyou című művét, amely egy áruló szemszögéből mutatja be a történetet.
A Világok harca 1927-ben jelent meg újra az Egyesült Államokban. Ezt követően több író is foglalkozott a földönkívüliek támadásával: John W. Campbell, Isaac Asimov, Arthur C. Clarke, Clifford D. Simak, Robert A. Heinlein és John Wyndham.
Az idegenek inváziója a mai napig népszerű, például Larry Niven és Jerry Pournelle Footfallja, Harry Turtledove Worldwar sorozata, valamint Orson Scott Card Végjáték című regénye. A mű a filmművészetre is nagy hatással volt: A függetlenség napja, Támad a Mars!, X-akták. Némely videójátékban is felfedezhető a regény hatása, ilyen a Halo.

### Tripodok
Az idegenek inváziója mellett némely alkotásokban maguk a tripodok is feltűnnek. A legfontosabb példák a Half-Life 2, Crysis, Crysis 2 és StarCraft II: Wings of Liberty videójátékok.

## Magyarul
- Világok harcza. Mars-lakók a Földön. Regény; ford. Mikes Lajos; Lampel, Bp., 1900 k. (Magyar Könyvtár. Angol elbeszélők tára)
- Hadley Cantril: Támadás a Marsról. Tanulmány a pánik pszichológiájáról; szerk., bev. Szekfű András, közrem. Hazel Gaudet, Herta Herzog / Világok háborúja. A híres Orson Welles rádiójáték; H. G. Wells regényéből átdolg. Howard Koch, ford. Szikszay Ilona; MRT Tömegkommunikációs Kutatóközpont, Bp., 1970 (MRT Tömegkommunikációs Kutatóközpont szakkönyvtár, 9.)
- Világok harca. Regény; ford. Mikes Lajos / Orson Welles: Világok harca. Rádiójáték; ford. Szikszay Ilona; bev. Kereszty András; LAZI, Szeged, 1998
- Világok harca; ford. Mikes Lajos, átdolg. Juhász Viktor; Ulpius-ház, Bp., 2005

## Feldolgozások
A regény több film-, rádió-, képregény-, videójáték- és sorozatfeldolgozást élt meg. Ezek közül a leghírhedtebb az Orson Welles által rendezett rádiójáték. A hatvanperces műsor első kétharmada hírműsor jellegű volt, ami miatt pánik tört ki, mivel néhány hallgató valósnak hitte az eseményeket.
A legismertebb filmfeldolgozás a magyar származású George Pal és Byron Haskin 1953-as filmje, valamint Steven Spielberg 2005-ös filmje, Tom Cruise-zal a főszerepben.
Nem közvetlen feldolgozás, de egyértelműen Wells művének hatása Roland Emmerich és Dean Devlin nagy sikerű 1996-os A függetlenség napja című sci-fi kalandfilmje is, aminek szinte ugyanaz a cselekménye, mint Wells történetének.
2025-ben jött ki az Amazon Prime-ra egy újabb feldolgozás, ami mindenhol megbukott: a cselekmény nagyrészt számítógépes monitorokon játszódik, gyenge színészi alakításokkal és dramaturgiával; ennek oka, hogy a filmet még a Covid19-pandémia alatt forgatták, a kényszerű home office idején.

## Fordítás
- Ez a szócikk részben vagy egészben  a   The War of the Worlds című angol Wikipédia-szócikk fordításán alapul.  Az eredeti cikk szerkesztőit annak laptörténete sorolja fel. Ez a jelzés csupán a megfogalmazás eredetét és a szerzői jogokat jelzi, nem szolgál a cikkben szereplő információk forrásmegjelöléseként.